# GO TO THE TOP (hitomiの曲)
「GO TO THE TOP」（ゴー・トゥー・ザ・トップ）は、hitomiの4枚目のシングル。1995年7月28日発売。規格品番はAVDD-20095。本体価格は971円。

## 解説
- テレビ朝日系「月曜ドラマ・イン」『カケオチのススメ』挿入歌。
- 歌詞のテーマは「強い女の子にも同時に弱さがある。失うものは確かにあるけれど、それを振り返らず、後悔しない様に前向きにやっていくのが、私の弱さのカバーの仕方である」としている[1]。

## 収録曲
作詞：hitomi / 作曲：小室哲哉 / 編曲：小室哲哉、久保こーじ / Mixed by Dave Ford
1. GO TO THE TOP [ORIGINAL MIX] (4:37)
2. GO TO THE TOP [CLUB MIX] (6:34)
3. GO TO THE TOP [INSTRUMENTAL] (4:34)

## 楽曲の収録アルバム
- GO TO THE TOP (#1、リミックス・バージョン)
- h (#1)
- SELF PORTRAIT (#1、now&then version)
- peace (#1)